# Niederwaltenreith
Niederwaltenreith ist eine Ortschaft und eine Katastralgemeinde der Gemeinde Waldhausen im Bezirk Zwettl in Niederösterreich.

## Geschichte
Der Ort wird 1333 in einer Schenkungsurkunde zum ersten Mal schriftlich als Nider Waltenraeut erwähnt.
Im Jahr 1822 wurde der Ort als Dorf mit 12 Häusern genannt, das nach Niedernondorf eingepfarrt war, wohin auch die Kinder eingeschult wurden. Die Herrschaft Rastenberg besaß die Ortsobrigkeit, übte die Landgerichtsbarkeit aus, besorgte die Konskription und hatte die Grundherrschaft inne.
Mit der Aufhebung der Grundherrschaften wurde der Ort 1849 eine Katastralgemeinde der Ortsgemeinde Niedernondorf. Zu dieser zählten auch noch das Dorf Gutenbrunn.
Laut Adressbuch von Österreich waren im Jahr 1938 in Niederwaltenreith ein Bürstenerzeuger, ein Spengler und einige Landwirte ansässig.
Am 1. Jänner 1968 wurde die Katastralgemeinde als Teil der Gemeinde Niedernondorf dann ein Teil der Gemeinde Waldhausen.

## Siedlungsentwicklung
Zum Jahreswechsel 1979/1980 befanden sich in der Katastralgemeinde Niederwaltenreith insgesamt 24 Bauflächen mit 9.997 m² und 17 Gärten auf 13.710 m², 1989/1990 gab es 27 Bauflächen. 1999/2000 war die Zahl der Bauflächen auf 53 angewachsen und 2009/2010 bestanden 29 Gebäude auf 53 Bauflächen.

## Bodennutzung
Die Katastralgemeinde ist landwirtschaftlich geprägt. 108 Hektar wurden zum Jahreswechsel 1979/1980 landwirtschaftlich genutzt und 42 Hektar waren forstwirtschaftlich geführte Waldflächen. 1999/2000 wurde auf 105 Hektar Landwirtschaft betrieben und 45 Hektar waren als forstwirtschaftlich genutzte Flächen ausgewiesen. Ende 2018 waren 102 Hektar als landwirtschaftliche Flächen genutzt und Forstwirtschaft wurde auf 45 Hektar betrieben. Die durchschnittliche Bodenklimazahl von Niederwaltenreith beträgt 26,5 (Stand 2010).